# Moabosaurus utahensis
Moabosaurus utahensis — вид ящеротазових динозаврів з групи Макронарії (Macronaria), що існував у Північній Америці у ранній крейді, 125 млн років тому.

## Назва
Родова назва Moabosaurus дана на честь міста Моаб, неподалік якого знайдені рештки динозавра. Видова назва utahensis походить від назви штату Юта. Біноміальну назву можна перекласти як «Ящер з Моаба ютський».

## Скам'янілості
Скам'янілі рештки виду зібрані з 1975 по 2005 роки у кар'єрі Далтон Веллс за 20 км від Моаба. Всього знайдено понад 5500 кісток, що належали 18 особинам. Більшість кісток є фрагментарними та сильно пошкодженими.